# Nagrobek Branickich w Niepołomicach
Nagrobek Branickich w Niepołomicach – renesansowe dzieło sztuki z warsztatu Santi Gucciego, znajdujące się w kaplicy grobowej przy kościele w Niepołomicach.
Fundatorem nagrobka był Jan Branicki (ok. 1568-1612), kasztelan biecki, żarnowski, niepołomicki i krzeczowski, który pragnął w ten sposób uczcić swoich rodziców Grzegorza (zm. 1595) i Katarzynę (ur. ok. 1550, zm. 1588).   
Schemat kompozycyjny to powtórzenie układu ze stalli Batorego: na wysokim cokole, podzielonym pilastrami na trzy pola, wznosi się przestrzenna kompozycja arkadowa, której środkowa archiwolta opada na dwie kolumny jońskie, boczne zaś na pilastry. Klęczące figury wykonane przez współpracowników są pierwszymi w polskiej rzeźbie nagrobkowej prawie pełnoplastycznymi figurami klęczącymi.
Zastosowane motywy dekoracyjne typowe są dla Gucciego: czaszka z piszczelami, uskrzydlone główki aniołków, zawijane kartusze, guzy i symetryczne skomponowane pionowe ornamenty liściasto-kwiatowe na pilastrach. 